# 広野ゆき
広野 ゆき（ひろの ゆき、1961年11月16日 - ）は、日本の歌手。東京都江戸川区出身。本名：寺尾早苗（旧姓：小宮）。元 豊栄コーポレーション音楽事業部所属。

## 略歴
1985年「砂の愛」「一番電車を待つ女」でキングレコードより歌手デビュー。
2012年、所属事務所解散のため、フリーになる。
2022年、結婚により長野県佐久市に移住。

## 出演
※はレギュラー出演。

### 映画
- 1971年 「激動の昭和史　沖縄決戦」
- 2010年 「しあわせカモン」

### テレビドラマ
- 1971年 NET系「打ち込め! 青春」※
- 1972年 NET系「特別機動捜査隊」

### ラジオ
- アール・エフ・ラジオ日本
  - 「日本列島演歌でおまかせ」（1985年 - 1993年） - 毎週金曜深夜パーソナリティ※
  - 「徳光和夫のザッツ演歌テイメント」（1990年 - 1993年）※ - 相手役
- 岐阜放送「ゆきのおはよう日曜日」（1985年 - 1988年）※
- エフエム狛江「ややと広野ゆきの言いたい放題」（2019年 - ）※
- NHK「サンデージョッキー」

### テレビ番組
- 静岡朝日テレビ「夢のカラオケグランプリ」（1987年 - 1993年）※ - 司会として出演。
- テレビ東京
  - 「民謡ふれあいの旅」（1991年 - 1992年）※ - 大塚文雄と共演
  - 「全日本ちびっこ歌まね大賞」「日本の歌」「歌はその気で」「演歌のふるさと」
- 日本テレビ
  - 「お昼のワイドショー」「ルックルックこんにちは」「TV海賊チャンネル」「所さんの目がテン!」
- TBSテレビ「街かどテレビ11:00」「ゆかいな歌仲間」
- フジテレビ「ヒットスタジオ演歌」

## 作品
1985年5月デビュー
- 「砂の愛」（作詞：みなみ修、作曲：松居義久）
- 「一番電車を待つ女」（作詞：松井宏、作曲：松居義久）

1986年6月　ハナ肇の亡き母親をモデルにした楽曲
- 「まごころ」（作詞：山本正人、作曲：浜圭介）
- 「春にそむいて」（作詞：藤公之介、作曲：浜圭介）

1987年9月
- 「哀恋蝶」（作詞：藤公之介、作曲：小林亜星）
- 「恋めぐり」（作詞：あかぎてるや、作曲：弦哲也）

1989年3月　美樹克彦とのデュエット曲
- 「ふられ同志」（作詞：八木美智子、作曲：美樹克彦）
- 「笑っちゃうね」（作詞：八木美智子、作曲：美樹克彦）

1990年9月
- 「誰よ・・・」（作詞：喜多條忠、作曲：美樹克彦）
- 「こんな女じゃなかったのにさ」（作詞：喜多條忠、作曲：美樹克彦）

1992年9月
- 「ほろり酒」（作詞：池田充男、作曲：夏川樹里亜）
- 「男のせりふ」

2002年9月
- 「火宅の愛」（作詞：味岡通子、作曲：岩上峰山）
- 「浅き夢にて候」（作詞：味岡通子、作曲：岩上峰山）

2005年　デビュー20周年記念曲
- 「望郷よされ」（作詞：木下龍太郎、作曲：鈴木征一）
- 「みちのくの春」（作詞：木下龍太郎、作曲：鈴木征一）

2009年3月　ユニット結成：KINYA、落合福嗣、広野ゆき／KINYA & Alpha プロジェクト
- 「摩天楼ブルース」（作詞：売野雅勇、作曲：筒美京平）

2019年9月　1986年発売「まごころ」のリメイク曲
- 「まごころ」（作詞：山本正人、作曲：浜圭介）
- 「今夜も歌わナイト」（作詞：瀧遊/mico、作曲：依田和夫） たかのひろしとのデュエット曲

2022年8月
- 「ばあちゃんのひとりごと」（作詞：岡本大生、作曲：赤城一成、編曲：山口輝）
- 「二人は、めぐり愛」（作詞：岡本大生、作曲：赤城一成、編曲：山口輝） 石山爽とのデュエット曲

2024年2月予定　（作詞家：岡本大生50周年記念曲）
- 「母恋橋から」（作詞：岡本大生、作曲・編曲：山口輝）
- 「生命のあかり」（作詞：岡本大生、作曲：山本寛之、編曲：南郷達也）

### オムニバス収録曲
- 1988年「人生いろいろ」演歌競艷～最新ヒット20～　K32X-263（キングレコード）
- 1991年
  - 「真夜中のシャワー」春一番!演歌恋模様（キングレコード）
  - 「一円玉の旅がらす」NHKみんなのうた」より大全集5　KICG-2025（キングレコード）
- 2009年「別れても好きな人」デュエット歌謡名曲集ベスト　KICW-5041（キングレコード）

### ご当地ソング 他
- 2002年「湯島天満宮千百年の春」（作詞：宇川確、作曲：サトウ進一）
- 2021年「株式会社岡田商運イメージソング」